# 金陵道
金陵道，中华民国初期设置的道。
1914年6月以清末江宁府、镇江府辖境置金陵道，属江苏省。治江宁县（今江苏南京市）。包括江宁、江浦、六合、丹徒、丹阳、金坛、溧阳、扬中等县。辖境约当今江苏省扬中、丹阳、金坛、溧阳以西长江南岸地区及南京市六合、浦口二区地。1927年，国民革命军北伐，废金陵道。